# Alchemilla cymatophylla
Alchemilla cymatophylla é uma espécie de rosácea do gênero Alchemilla, pertencente à família Rosaceae.